# 아나타 (우타다 히카루의 노래)
〈아나타〉(あなた, 뜻: 당신)은 2017년 12월 8일에 발매된 우타다 히카루의 노래이다.

## 곡 목록
전체 작사: 우타다 히카루. 전체 작곡: 우타다 히카루
| #  | 제목      | 재생 시간 |
| -- | --------- | --------- |
| 1. | 〈Anata〉 | 4:41      |